# ماشین جدید مایک
ماشین جدید مایک (به انگلیسی: Mike's New Car) نام فیلم پویانمایی کوتاه به کارگردانی پیت داکتر و محصول سال ۲۰۰۲ استودیوی فیلمسازی پیکسار است.

## چکیده داستان
«مایک» یک ماشین جدید خرید و از دوستش «سالی» می‌خواهد که ماشین عجیب و غریب و جدیدش را ببیند، ولی…